# Apostoł ślepczański
Apostoł ślepczański – cyrylicki manuskrypt z połowy XII wieku, będący jednym z najstarszych zabytków średniobułgarskich. Zawiera pełny apostolarz. Część manuskryptu jest palimpsestem, pisanym na zeskrobanym tekście greckim z X wieku.
Manuskrypt składa się ze 154 pergaminowych kart formatu 1°, zapisanych ustawem. Powstał na terytorium wschodniej Bułgarii, co poświadcza brak wokalizacji jeru twardego. Pod względem leksykalnym odbiega już znacznie od pierwotnego staro-cerkiewno-słowiańskiego przekładu Biblii.
Został odnaleziony w 1845 roku w Monasterze Ślepczańskim na północ od Bitoli w Macedonii przez rosyjskiego badacza Wiktora Grigorowicza. Podzielony został na kilka części, przechowywanych obecnie w Płowdiwie, Moskwie, Petersburgu i Kijowie. Tekst manuskryptu ogłosił po raz pierwszy w 1912 roku Grigorij Ilinski (Слепченский апостол XII века, Москва 1912).